# Römisch-katholische Kirche in Benin
Die Römisch-katholische Kirche in Benin ist Teil der weltweiten römisch-katholischen Kirche.

## Geschichte
Das erste katholische Kirchengebäude im Gebiet des heutigen Benin wurde 1680 in der Hafenstadt Ouidah (damals Ajudá, Hauptstadt des Königreiches Sahé) errichtet, wo die Portugiesen eine Befestigungsanlage unterhielten, um ihre Interessen im Sklavenhandel zu schützen. Schon zuvor hatten portugiesische Kapuziner im Rahmen des Padroado erfolglos gewirkt. In der folgenden Zeit wirkten vor allem portugiesische und französische Priester, Dominikaner und Jesuiten an der Küstenregion. Zeitlich parallel zu einer stärkeren französischen Präsenz, begannen 1861 Missionare der Lyoner Gesellschaft der Afrikamissionen ihre Tätigkeit. Die erste Apostolische Präfektur Dahomey mit Sitz in Ouidah wurde 1883 errichtet, die 1909 die heutige Basilique de l’Immaculée Conception als Kathedrale erhielt. 1914 wurde dort das erste Priesterseminar gegründet, 1928 der erste Einheimische zum Priester geweiht. 1955 wurde das Erzbistum Cotonou eingerichtet. Mit der Unabhängigkeit Dahomeys (später umbenannt in Benin) wurden weitere Bistümer eingerichtet. Bedeutendster Kirchenmann des 20. Jahrhunderts war Kardinal Bernardin Gantin, erster indigener Kardinal der katholischen Kirche, Erzbischof von Cotonou und später in der Kurie als Präfekt der Kongregation für die Bischöfe tätig. 1982 und 1993 besuchte Papst Johannes Paul II. das Land, 2011 Papst Benedikt XVI.

## Gegenwart
- Erzbistum Cotonou
  - Bistum Abomey
  - Bistum Dassa-Zoumé
  - Bistum Lokossa
  - Bistum Porto-Novo
- Erzbistum Parakou
  - Bistum Djougou
  - Bistum Kandi
  - Bistum Natitingou
  - Bistum N’Dali

Es leben 1,646 Mio. Katholiken im Land, was bei 7,155 Mio. Einwohnern einem Katholikenanteil von 23 % entspricht.

## Verhältnis zum Staat
Seit 1972 unterhalten Kirche und Staat diplomatische Beziehungen. Die Vertretung des Heiligen Stuhls in Benin nahm ein Pro-Nuntius wahr, seit 1993 wird der Heilige Stuhl durch einen Apostolischen Nuntius vertreten. Apostolischer Nuntius ist seit Oktober 2024 Erzbischof Rubén Darío Ruiz Mainardi.
Am 21. Oktober 2016 wurde ein Rahmenvertrag zwischen der Republik Benin und dem Heiligen Stuhl unterzeichnet, der in 19 Artikeln das Verhältnis zwischen Kirche und Staat regelt. Bei gegenseitiger Unabhängigkeit verpflichtet der Vertrag beide Seiten, für die Rechte der Person und das Gemeinwohl zu wirken. Zudem wird der Status der Kirche als juristischer Person und ihrer Einrichtungen anerkannt. Das Abkommen wurde vom Apostolischen Nuntius in Benin, Erzbischof Brian Udaigwe, und dem Außenminister Benins, Aurélien Agbénonci, unterzeichnet und tritt mit seiner Ratifizierung in Kraft.